# Любомировка (Березнеговатский район)
Любомировка (укр. Любомирівка) — село в Березнеговатском районе Николаевской области Украины.
Основано в 1867 году. Население по переписи 2001 года составляло 526 человек. Почтовый индекс — 56250. Телефонный код — 5168. Занимает площадь 0,937 км².

## Местный совет
56250, Николаевская обл., Березнеговатский р-н, с. Любомировка, ул. Шевченка, 65